# Cephalopholis nigripinnis
Cephalopholis nigripinnis е вид лъчеперка от семейство Serranidae.

## Разпространение
Видът е разпространен в Британска индоокеанска територия (Чагос), Индонезия (Суматра и Ява), Кения, Коморски острови, Мавриций, Малдиви, Мозамбик, Реюнион, Сейшели, Танзания, Шри Ланка и Южна Африка.